# Human Head Studios
Human Head Studios è stata una casa di sviluppo di videogiochi che ha sede a Madison, nel Wisconsin.
La compagnia è stata fondata nel 1997 da sei ex sviluppatori di Raven Software: Chris Rhinehart, Paul MacArthur, Ben Gokey, Ted Halsted, Jim Sumwalt e Shane Gurno; successivamente si unì anche il produttore di videogiochi Tim Gerritsen. Il loro primo gioco fu Rune, un gioco in terza persona basato sulle saghe della mitologia norrena.
Nel 2002 all'interno della società venne creata una divisione dedicata allo sviluppo di giochi non elettronici, inclusi giochi di ruolo, giochi da tavolo e giochi di carte. La prima pubblicazione fu The Redhurst Academy of Magic Student Handbook, un supplemento per il d20 System che descrive un'accademia magica, per il quale ricevette nel 2003 l'Origins Award per il miglior supplemento per il gioco di ruolo e per il libro meglio progettato. Successivamente pubblicarono diversi giochi da tavolo e giochi di carte, ma nel 2006 la divisione sui giochi di avventura fu chiusa.
Il 20 aprile 2007 scoppiò un incendio che distrusse parte dell'edificio, ma non furono riportati feriti. Il 1º ottobre 2007 la compagnia ritornò a lavorare nei nuovi uffici.
Nel 2014 la compagnia ha contribuito allo sviluppo di BioShock Infinite e Defiance. Nello stesso anno l'azienda annuncia di essere al lavoro per rilanciare un videogioco multiplayer chiamato Minimum. Il gioco in questione venne creato nel 2013 da TimeGate Studios, che dichiarò poi bancarotta nello stesso anno.
Il 13 novembre 2019, lo studio ha annunciato la sua chiusura, immediatamente dopo l'uscita di Rune 2. L'intero team ha successivamente formato un nuovo studio, Roundhouse Studios, sotto Bethesda Softworks. Chris Rhinehart ha dichiarato che "Purtroppo, abbiamo dovuto chiudere l'attività e chiudere i battenti, ma siamo riusciti a raggiungere Bethesda per creare questo nuovo studio."

## Videogiochi
| Titolo                                           | Data di pubblicazione | Piattaforma                      |
| ------------------------------------------------ | --------------------- | -------------------------------- |
| Blair Witch Volume II: The Legend of Coffin Rock | 2000                  | Windows                          |
| Rune                                             | 2000                  | Mac, Linux, Windows              |
| Rune: Halls of Valhalla (add-on)                 | 2001                  | Mac, Linux, Windows              |
| Rune: Viking Warlord                             | 2001                  | PlayStation 2                    |
| Dead Man's Hand                                  | 2004                  | Windows, Xbox                    |
| Prey                                             | 2006                  | Mac, Linux, Windows, Xbox 360    |
| Fort Courage                                     | 2012                  | Android                          |
| Rune Classic                                     | 2012/2013             | Windows                          |
| Batman: Arkham Origins                           | 2013                  | Wii U                            |
| Minimum                                          | 2014                  | Windows                          |
| Lost Within                                      | 2015                  | iOS, Fire                        |
| Dungeon Defenders II                             | 2016                  | Playstation 4                    |
| Prey 2                                           | Cancellato            | Windows, Xbox 360, PlayStation 3 |
| The Quiet Man                                    | 2018                  | Playstation 4, Windows           |
| Rune II                                          | 2019                  | Windows                          |

## Giochi da tavolo
- Tim Bowman, Steven Creech, Matt Forbeck, Timothy S. Gerritsen e Seth Johnson, Redhurst Academy of Magic, 2002
- Michelle Nephew e J. Scott Reeves, Last Hero in Scandinavia , 2003
- Matt Forbeck, Gothica: Dracula's Revenge, 2003
- Gothica: The Halloween Scenarios, 2004 (disponibile solo online)
- Jason L. Blair, Matt Forbeck, Gothica: Frankenstein's Children, 2005
- Jason L. Blair, Villainy – The Supervillainous Card Game, 2006
- Timothy S. Gerritsen, Ed Lima Normal, Texas Roleplaying Game, 2006